# Lytta blaisdelli
Lytta blaisdelli är en skalbaggsart som först beskrevs av Henry Clinton Fall 1909.  Lytta blaisdelli ingår i släktet Lytta och familjen oljebaggar. Inga underarter finns listade i Catalogue of Life.